# Елена Георгиевна Лейхтенбергская
Княжна Елена Георгиевна Рома́новская, герцогиня Лейхтенбергская, в замужестве графиня Тышкевич (3 января [15 января] 1892, Ницца, Франция — 6 февраля 1971, Рим, Италия) — член Российского императорского дома (с титулом «Высочество»).

## Биография
Родилась 15 января (3 января) 1892 года и была младшим вторым ребёнком и единственной дочерью в семье князя Георгия Максимилиановича Романовского 6-го герцога Лейхтенбергского от второго брака с Анастасией Николаевной Черногорской.

После начала Первой Мировой войны работала в Киевском лазарете. Александр Иванович Свиридович, сопровождавший императора Николая II во время посещения последним 27 января 1915 года Киева, писал: 
Прошли в лазарет. Там, около раненых, много работавшие: Княжна Елена Георгиевна Романовская, герцогиня Лейхтенбергская (от первого брака В[еликой]. К[нягини]. [Анастасии Николаевны]), Марина Петровна и Надежда Петровна. Лазарет произвёл очень хорошее впечатление. Красиво, уютно.

В 1917 году находилась в Крыму, где и вступила в брак с Лейб-гвардии конного Его Величества полка ротмистром графом С. В. Тышкевичем, адъютантом её отчима великого князя Николая Николаевича. Там же жила во время событий октябрьского переворота и во время германской оккупации Крыма. Князь Пётр Сергеевич Урусов упоминает о встрече с Еленой Георгиевной и её супругом в Крыму в мае или июне 1918 года: 
В мисхорском теннисном клубе я встретил друзей и знакомых, среди них Стефана Тышкевича и его очаровательную жену Елену Георгиевну; её брата, князя Сергея Романовского.
С угрозой вступления в Крым красных войск в конце марта 1919 года оставила русскую землю на английском дредноуте «Мальборо», вместе с другими членами Российского Императорского Дома, находившимися в Крыму.
Скончалась Елена Георгиевна 6 февраля 1971 года и была похоронена на римском кладбище Монте-Тестаччо.

## Брак и потомство

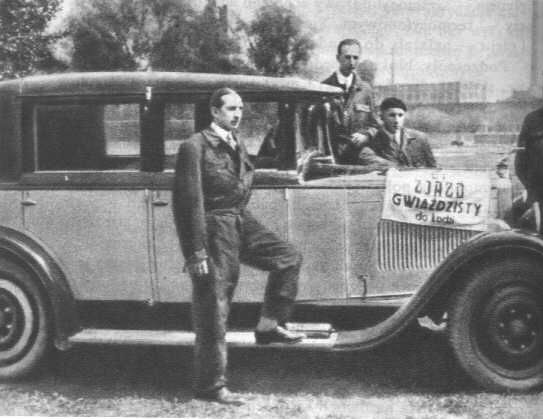
Граф С. В. Тышкевич в 1926 году

18/31 июля 1917 года в Ялте Таврической губернии вступила в морганатический брак с графом Стефаном-Евгением Владиславовичем Тышкевичем герба Лелива (род. 24.11/06.12.1894, Варшава, Царство Польское, Россия, ум. 06.02.1976, Лондон, Англия). От этого брака родился единственный ребёнок (в Дневниках Императрицы Марии Федоровны (изд.Вагриус, 2005 год, стр.317-318) утверждается, что в марте 1919 года родились близнецы, но вскоре после родов умерли оба):
- графиня Наталья-Роза-Мария Тышкевич (пол. Natalia Róża Maria Tyszkiewicz) (род. 16.01.1921[2], Варшава, Польша, ум. 25.03.2003, Женева, Швейцария). Не замужем, имела дочь:
  - графиня Валентина-Ульяна Тышкевич (Вальдек-Пирмонтская) (род. 20.05.1950)
    - графиня Елена-Виктория Тышкевич (пол. Elena Victoria Tyszkiewicz) (род. 10.07.1972, Женева, Швейцария). Замужем, есть дочь:
      - графиня Анастасия-Грейс Тышкевич (пол. Anastazja-Grace Tyszkiewicz) (род. 06.02.2003). Не замужем.

## Титулы
- 03/15 января 1892 — 14/26 июня 1899: Её Светлость Княжна Елена Георгиевна Романовская Герцогиня Лейхтенбергская
- 14/26 июня 1899 — 18/31 июля 1917: Её Высочество Княжна Елена Георгиевна Романовская Герцогиня Лейхтенбергская
- 18/31 июля 1917 — 06 февраля 1971: Её Высочество графиня Елена Тышкевич

## Гербы
С рождения носила гербы (большой и малый), утверждённые для княжон Романовских герцогинь Лейхтенбергских, но без знаков ордена Святой Екатерины. После получения 03/15 января 1912 года (в день своего двадцатилетия) знаков большого креста ордена Святой Екатерины получила право на его внесение в свои гербы. После замужества носила герб графов Тышкевичей Лелива.

Большой герб Елены Георгиевны с 1912 года.
Малый герб Елены Георгиевны с 1912 года.
Герб графов Тышкевичей.